# Пітер Браун
Пітер Роберт Ламонт Браун (англ. Peter Robert Lamont Brown; нар. 26 липня 1935, Дублін) — британський та американський антикознавець. Професор-емерит Принстона, член Британської академії (1971), Американської академії мистецтв і наук (1979) й Американського філософського товариства (1995).

## Біографія
Випускник Оксфорда (Нью-коледж), де отримав ступінь магістра мистецтв. На його творчість мав значний вплив Арнальдо Момільяно.
З 1956 року є співробітником, а 1970 року — лектором Оксфорда (по 1975 рік). У 1975—1978 роках професор історії Royal Holloway Лондонського університету. У 1978—1986 роках — професор історії та класики Каліфорнійського університету в Берклі. З 1983 року запрошений професор, з 1986 року професор історії Принстона. Член Американської академії медієвістики (1988).
Тричі одружений, має дві дочки від першого шлюбу.

## Нагороди та відзнаки
- Стипендія Мак-Артура (1982)[5]
- Ralph Waldo Emerson Award, Фі Бета Каппа (1989)
- Премія Хейнекена (1994)
- Ausonius-Preis (1999)
- Премія Клюге (2008)
- Премія Бальцана (2011)
- Премія Дена Девіда (2015)
- Mellon Distinguished Achievement Award

Почесний доктор.

## Наукові праці
- Augustine of Hippo: A Biography (1967/2000) — ISBN 0-520-22757-3 — new edition, with new epilogue, ISBN 978-0-520-22757-6
- «The Rise and Function of the Holy Man in Late Antiquity», The Journal of Roman Studies, 61 (1971): 80-101.
- The World of Late Antiquity: AD 150—750 (1971/1989) — ISBN 0-393-95803-5
- The Making of Late Antiquity (1978) — ISBN 0-674-54321-1
- The Cult of the Saints: Its Rise and Function in Latin Christianity (1981) — ISBN 0-226-07622-9
- Society & the Holy in Late Antiquity (1982) — ISBN 978-0-520-06800-1
- «Late Antiquity» ([1985] 1987) in Paul Veyne, ed. A History of Private Life: 1. From Pagan Rome to Byzantiuт.
- The Body and Society: Men, Women, and Sexual Renunciation in Early Christianity (1988) — ISBN 0-231-06101-3
- Power and Persuasion: Towards a Christian Empire (1992)
- Authority and the Sacred: Aspects of the Christianisation of the Roman world (1995) — ISBN 0-521-49904-6; «Aspects of the Christianisation of the Roman World», The Tanner Lectures On Human Values, November 1993
- The Rise of Western Christendom (1996/2003) — ISBN 0-631-22138-7
- Chapters 21 & 22 in The Cambridge Ancient History, Volume XIII, The Late Empire, AD 337—425 (1998) — ISBN 0-521-30200-5
- Poverty and Leadership in the Later Roman Empire (2002)
- Through the Eye of a Needle: Wealth, the Fall of Rome, and the Making of Christianity in the West, 350—550 AD (2012) — ISBN 0-691-15290-X
- The Ransom of the Soul: Afterlife and Wealth in Early Western Christianity (2015)
- Treasure in Heaven: The Holy Poor in Early Christianity (2016)